# 奥特马尔·施奈德
奥特马尔·施奈德（德語：Othmar Schneider，1928年8月27日—2012年12月25日），奥地利男子高山滑雪运动员。他曾代表奥地利参加1952年和1956年冬季奥林匹克运动会高山滑雪比赛，获得一枚金牌和一枚银牌。